# Victor Bernström
Adolf Victor Bernström, född 7 februari 1845 i Stockholm, död 13 mars 1907 i Nyack, New York, var en svensk xylograf, grafiker och målare.
Han var son till skräddargesällen Anders Bernström och Catharina Gustava Åsenlund. Bernström studerade vid Konstakademien i Stockholm samt xylografi för Johan Fredrik Meyer vid Illustrerad Tidning i Stockholm. Därefter arbetade han 1864 vid Svenska Arbetaren i Norrköping och 1865-1868 vid Ny Illustrerad Tidning i Stockholm och 1868-1871 i London. Han for till USA 1871 och arbetade under tio års tid vid Harper & Brothers i New York samtidigt som han försåg dagspressen med träsnitt och teckningar. Under tiden i Amerika deltog han i ett flertal samlingsutställningar bland annat med grafik i Buffalo och Chicago 1893. Som grafiker utförde han även etsningar och litografier och under sina senare år målade han mest landskap i akvarell. Han medverkade i Konstakademiens utställning 1873 med trägravyren Amerikansk skogsinteriör. Bernström är representerad vid Nationalmuseum i Stockholm.